# Rick Sanders

Zawodnik Portland State Vikings

Richard Joseph „Rich” Sanders (ur. 31 października 1945 w Lakeview, zm. 18 października 1972 w Skopje) – amerykański zapaśnik. Dwukrotny medalista olimpijski.
Walczył w stylu wolnym. Brał udział w dwóch igrzyskach olimpijskich (IO 68, IO 72), na obu zdobywał srebrne medale. W 1968 zajął drugie miejsce w wadze do 52 kilogramów, w finale pokonał go Japończyk Shigeo Nakata, w 1972 w wadze do 57 kilogramów przegrał ponownie z Japończykiem, tym razem z Hideakim Yanagidą. Zdobył trzy medale mistrzostw świata: złoto w 1969, srebro w 1967 i brąz w 1966 i odpadł w eliminacjach w 1965. W 1967 został mistrzem igrzysk panamerykańskich.
Zginął w wypadku samochodowym wkrótce po igrzyskach w Monachium, podczas pobytu w Jugosławii.
Zawodnik Lincoln High School w Portland i Portland State University. Sześć razy All American (1966-1968). Pierwszy w NCAA Division I w 1966 i 1967, a drugi w 1968. Pierwszy w 1967 i 1968 w NCAA Division II. Outstanding Wrestler w 1967 i drugiej dywizji w 1967 i 1968 roku.

## Letnie Igrzyska Olimpijskie 1968
| Konkurencja      | Rundy eliminacyjne | Rundy eliminacyjne  | Rundy eliminacyjne     | Rundy eliminacyjne        | Rundy eliminacyjne   | Rundy eliminacyjne | Rundy eliminacyjne                  | Rundy eliminacyjne    | Klas. końcowa |
| Konkurencja      | Przeciwnik I       | Przeciwnik II       | Przeciwnik III         | Przeciwnik IV             | Przeciwnik V         | Przeciwnik VI      | Przeciwnik VII                      | Przeciwnik VIII       | Miejsce       |
| ---------------- | ------------------ | ------------------- | ---------------------- | ------------------------- | -------------------- | ------------------ | ----------------------------------- | --------------------- | ------------- |
| 52 kg styl wolny | wolny los Z        | José Defran (DOM) Z | Boris Dimovski (YUG) Z | Mohammad Ghorbani (IRI) Z | Sudesh Kumar (IND) Z | wolny los Z        | Czimedbadzaryn Damdinszaraw (MGL) Z | Shigeo Nakata (JPN) P | 2.            |

## Letnie Igrzyska Olimpijskie 1972
| Konkurencja      | Rundy eliminacyjne             | Rundy eliminacyjne      | Rundy eliminacyjne       | Rundy eliminacyjne       | Rundy eliminacyjne | Rundy eliminacyjne  | Rundy eliminacyjne    | Klas. końcowa |
| Konkurencja      | Przeciwnik I                   | Przeciwnik II           | Przeciwnik III           | Przeciwnik IV            | Przeciwnik V       | Przeciwnik VI       | Przeciwnik VII        | Miejsce       |
| ---------------- | ------------------------------ | ----------------------- | ------------------------ | ------------------------ | ------------------ | ------------------- | --------------------- | ------------- |
| 57 kg styl wolny | Jeorjos Chadziioanidis (GRE) Z | Nicolae Dumitru (ROU) Z | Eduardo Maggiolo (ARG) Z | Hideaki Yanagida (JPN) P | Prem Nath (IND) Z  | Iwan Szawow (BGR) Z | László Klinga (HUN) Z | 2.            |